# Companhia Portuguesa para a Construção e Exploração de Caminhos de Ferro
A Companhia Portuguesa para a Construção e Exploração de Caminhos de Ferro, mais conhecida como Companhia do Vouga, foi uma empresa portuguesa, que foi responsável pela exploração da [[Linha do Vouga|rede ferroviária do Vouga. Foi fundada em 29 de Janeiro de 1907, como uma firma francesa, a Compagnie Française pour la Construction et Exploitation des Chemins de Fer à l'Étranger, que em 1 de Abril de 1924 foi convertida numa companhia portuguesa.

## História

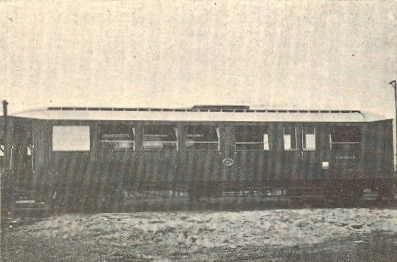
Carruagem de terceira classe com compartimento de ambulância postal, utilizada desde 1936 na rede ferroviária do Vouga.

### Antecedentes
Em 1897, o empresário Frederico Pereira Palha apresentou ao governo uma proposta para uma linha férrea entre Torredeita, na Linha de Santa Comba Dão a Viseu e Espinho, na Linha do Norte, com um ramal entre Sever do Vouga e Aveiro. Embora o concessionário tenha sido autorizado a construir aquele caminho de ferro por dois alvarás em 11 de Julho de 1899 e 23 de Maio de 1901, só em 30 de Outubro de 1903 é que o projecto foi autorizado, e o contrato provisório foi assinado em 25 de Abril de 1904, com a duração de 99 anos. Um decreto de 17 de Março de 1906 autorizou Frederico Pereira Palha a transferir a sua concessão para uma empresa francesa, a Compagnie Française pour la Construction et Exploitation des Chemins de Fer à l'Étranger, cujos estatutos foram publicados em 29 de Janeiro de 1907. O contrato definitivo com o estado foi assinado em 5 de Fevereiro desse ano, e modificado pela lei n.º 789, datada de 25 de Agosto de 1917.
A construção da Linha do Vouga e do seu ramal para Aveiro avançou por fases, tendo toda a rede sido concluída em 5 de Fevereiro de 1914.

### Formação

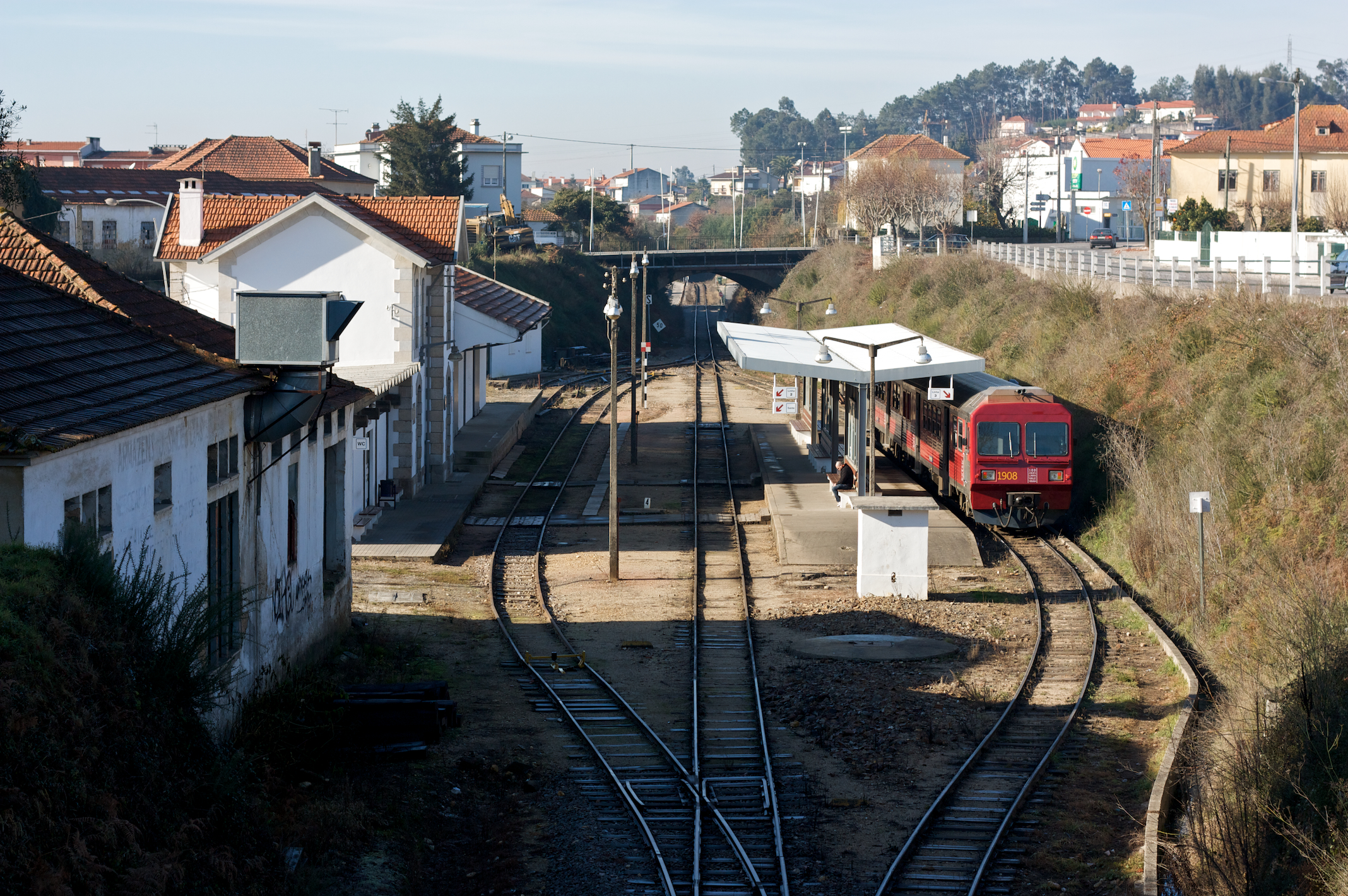
Estação Ferroviária de Águeda, no Ramal de Aveiro.

Na assembleia geral de 7 de Julho de 1923, a Compagnie Française pour la Construction et Exploitation des Chemins de Fer à l'Étranger decidiu transferir a sua concessão para uma nova companhia de nacionalidade portuguesa, tendo os novos estatutos sido apresentados em 1 de Abril de 1924, criando assim a Companhia Portuguesa para a Construção e Exploração de Caminhos de Ferro. A companhia francesa tinha uma divisão que era responsável pela exploração das linhas férreas, denominada de Sociedade de Exploração, que também foi modificada, passando a denominar-se Sociedade Portuguesa. Os novos estatutos foram aprovados por uma portaria de 8 de Maio de 1926, e o projecto de contrato com a empresa principal foi autorizado por um decreto de 24 de Fevereiro de 1928. Um decreto de 15 de Novembro de 1926 concedeu à Companhia a continuação do Ramal de Aveiro até São Roque, e até Cantanhede, passando por Mira, Ílhavo e Vagos.
De forma a consolidar a sua nacionalização, a empresa foi autorizada pelo decreto 15509, de 26 de Maio de 1928, a emitir dois tipos de títulos, um deles para substituir os antigos títulos da companhia francesa. Este diploma foi modificado pelo decreto n.º 17982, de 18 de Fevereiro de 1930.

### Extinção
A lei n.º 2008, de 7 de Setembro de 1945, ordenou que o governo iniciasse o planeamento para a união de todas as concessões ferroviárias em Portugal, de bitolas estreita e larga, numa só, de forma a facilitar a sua exploração e eficiência. A escritura de transferência desta empresa para a Companhia dos Caminhos de Ferro Portugueses foi assinada em 1946, e, no dia 1 de Janeiro de 1947, a C. P. iniciou a exploração na Linha do Vouga e no Ramal de Aveiro.